# アンソニー・ウェストン

2012年

アンソニー・ウェストン（英: Anthony Weston、1954年 - ）は、アメリカの著作家、教員、そして哲学者、クリティカル・シンキングや倫理についての広く使われている入門書の著者。哲学のトピックについての彼の広範にわたる著書やエッセイは慣例にとらわれないことで知られている。

## 著書

### 単著
- 『ここからはじまる倫理』野矢茂樹＋高村夏輝＋法野谷俊哉 訳、春秋社、2004年。
- 『論証のルールブック （第５版）』古草秀子 訳〈ちくま学芸文庫〉、2019年。

### 共著
- アンドリュー・ライト＋エリック・カッツ 編『哲学は環境問題に使えるのか : 環境プラグマティズムの挑戦』岡本裕一朗＋田中朋弘 監訳、慶應義塾大学出版会、2019年。